# Habropogon montanus
Habropogon montanus là một loài ruồi trong họ Asilidae. Habropogon montanus được Lehr miêu tả năm 1960. Loài này phân bố ở vùng Cổ Bắc giới.